# Александров, Александр Дмитриевич
Александр Дмитриевич Александров (7 декабря 1889 — 13 мая 1951) — историк литературы и библиограф.

## Биография
Александр Дмитриевич Александров родился в 1889 году. В 1908 окончил гимназию. В 1913 году окончил историко-филологический факультет Санкт-Петербургского университета. Учился у Венгерова Семёна Афанасьевича и Шляпкина Ильи Александровича. В 1917 году стал учёным библиографом в Российской книжной палате. В 1919 году был одним из организаторов Среднеазиатского университета в Ташкенте. В 1926 году устроился работать в Публичную библиотеку. С 1929 по 1941 год работал в Ленинградской промышленной академии им. И.В. Сталина. В 1944 году защитил кандидатскую диссертацию. С 1950 по 1951 год был преподавателем в Ленинградском театральном институте им. А.Н. Островского.

## Основные труды
- В. А. Жуковский — воспитатель: (Неизданные материалы из истории воспитания императора Александра II) // РБф. 1912. Нояб.-дек.;
- Неизданные письма Ф. М. Достоевского // РС. 1913. Т. 153.;
- К биографии А. Н. Островского // РБф. 1915. Март.;
- Клубно-экскурсионное дело: Сист. указ. лит., вышедшей за годы революции. Л., 1925.;
- Юношеское движение: (Систематический указатель книг, вышедших за годы революции). Л., 1925.;
- Хрестоматия по литературе для школ взрослых с методическими указаниями для работы по лабораторно-исследовательскому методу / Ленгубпросвет; Сост. А. Д. Александров. Л., 1925. Вып. 1-5, 10.

## Награды
- Медаль «За оборону Ленинграда»;
- Медаль «За доблестный труд в Великой Отечественной войне 1941—1945»;
- Медаль «За победу над Германией в Великой Отечественной войне 1941—1945 гг.»;
- Значок «Отличник Просвещения» (1946).